# Керолайн (округ, Вірджинія)
Шаблон:StateAbbr_ 38°02′ пн. ш. 77°21′ зх. д. / 38.03° пн. ш. 77.35° зх. д.
Округ Керолайн (англ. Caroline County) — округ (графство) у штаті Вірджинія, США. Ідентифікатор округу 51033.

## Історія
Округ утворений 1728 року.

## Демографія
За даними перепису 2000 року загальне населення округу становило 22121 осіб, усе сільське. Серед мешканців округу чоловіків було 11011, а жінок — 11110. В окрузі було 8021 домогосподарство, 6009 родин, які мешкали в 8889 будинках. Середній розмір родини становив 3,08.
Віковий розподіл населення поданий у таблиці:
| Стать    | До 15 років | 15-21 | 22-29 | 30-39 | 40-49 | 50-65 | 65-85 | Понад 85 |
| -------- | ----------- | ----- | ----- | ----- | ----- | ----- | ----- | -------- |
| Чоловіки | 2322        | 956   | 1080  | 1752  | 1715  | 1945  | 1150  | 91       |
| Жінки    | 2220        | 922   | 927   | 1735  | 1691  | 1999  | 1379  | 237      |

## Суміжні округи
- Кінг-Джордж — північ
- Ессекс — схід
- Кінг-енд-Квін — схід
- Кінг-Вільям — схід
- Гановер — південь
- Спотсильванія — північний захід

## Виноски
1. ↑  A handbook of Caroline County, Virginia — 1907.
2. ↑  Wingfield, Marshall,. A history of Caroline County, Virginia : from its formation in 1727 to 1924. Richmond, Va.: Press of Trevvet Christian & Co., 1924. — 1924.
3. ↑  U.S. Decennial Census. United States Census Bureau. Архів оригіналу за 2 березня 2013. Процитовано 1 січня 2014.
4. ↑  Historical Census Browser. University of Virginia Library. Архів оригіналу за 11 Серпня 2012. Процитовано 1 січня 2014.
5. ↑  Population of Counties by Decennial Census: 1900 to 1990. United States Census Bureau. Архів оригіналу за 15 Грудня 2013. Процитовано 1 січня 2014.
6. ↑  Census 2000 PHC-T-4. Ranking Tables for Counties: 1990 and 2000 (PDF). United States Census Bureau. Архів оригіналу (PDF) за 18 Грудня 2014. Процитовано 1 січня 2014.
7. ↑  American FactFinder. Бюро перепису населення США. Архів оригіналу за 29 липня 2011. Процитовано 31 січня 2008.

| США | Це незавершена стаття з географії США. Ви можете допомогти проєкту, виправивши або дописавши її. |